# Gefechtshelm M92

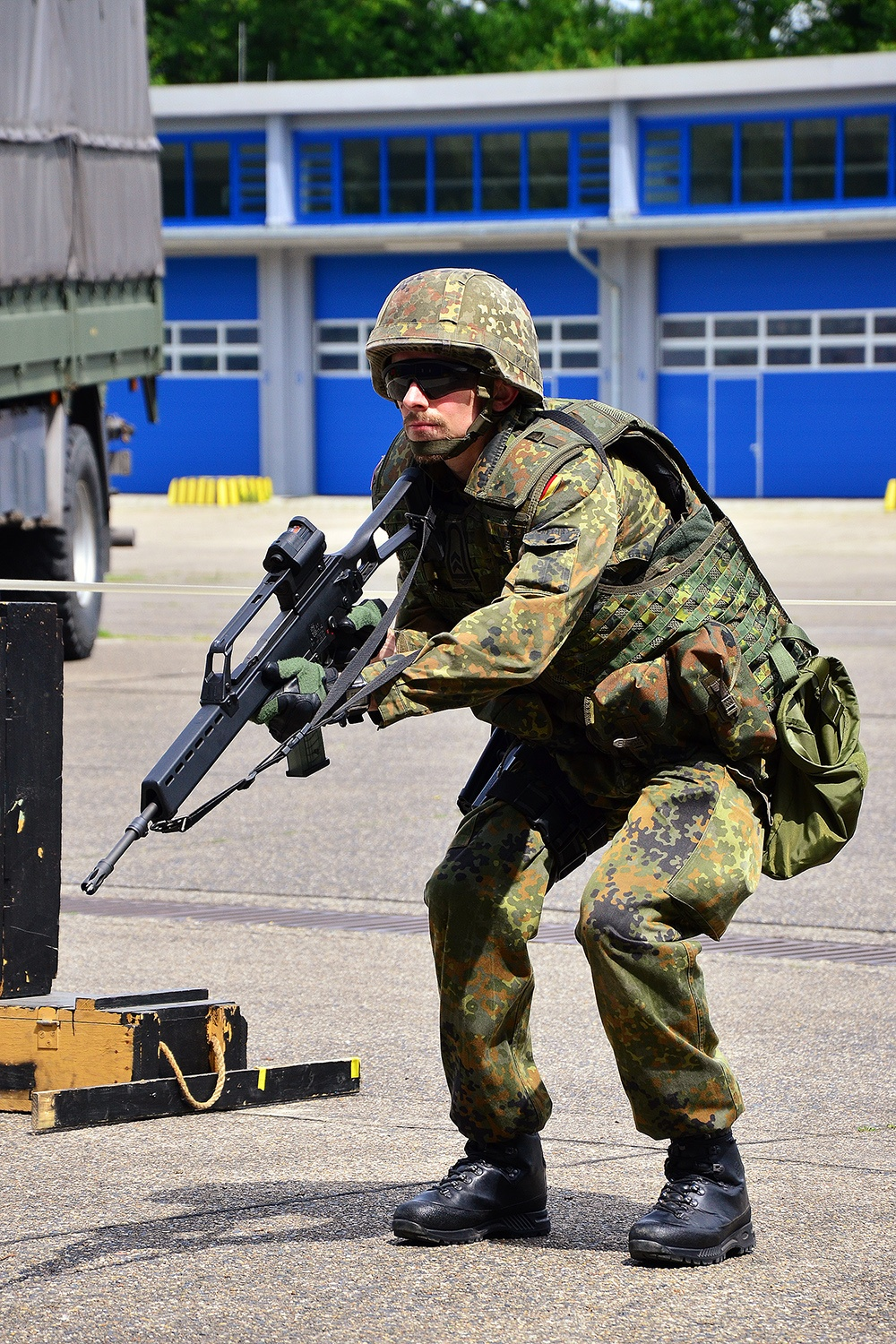
Soldado de la Bundeswehr con su equipo básico, incluyendo un fusil G36 y casco M92.

El Gefechtshelm M92 (o Gefechtshelm Schuberth B826) es el casco de combate estándar de la Bundeswehr, presentado por primera vez en 1992 como reemplazo de los cascos de acero anteriores utilizados durante la Guerra Fría. Está hecho de materiales compuestos de aramida y es utilizado por todas las ramas de la Bundeswehr.

## Variantes
- Combat 826: M92 básico de la Bundeswehr.[2][3]
- 826 de las Fuerzas Armadas Suizas: casco M92 fabricado bajo los estándares suizos y de la OTAN para el Ejército suizo.[4]

## Usuarios

### Actualidad
- Austria: Utilizado por la Policía Federal de Austria.[5]
- Baréin: Posee el M92 con sistema de suspensión basado en el casco M1.[6]
- Bélgica: Usado por el Ejército belga.[7]  Expedidos en 1995.[8]
- República Checa: Usa el M92 producido bajo licencia como el Petris P-3001.[9]
- Dinamarca: Utilizado por el Ejército danés para operaciones nacionales y en el extranjero (incluidas las operaciones de mantenimiento de la paz de la ONU)[10]
- Alemania: Usado por la Bundeswehr desde 1992,[1] por la GSG-9 con cubiertas negras.
- Países Bajos: Se usaron versiones hechas por Schuberth e Induyco para el Ejército holandés[11] desde 1995.[12]
- Noruega: Utilizado por los militares noruegos.[13]
- Suiza: Conocido en el Ejército suizo como el Schutzhelm 04 (en alemán) y casque de protection balistique 04 (en francés).[4][14]

### Anterior
- Austria: Anteriormente usado por Gendarmería de Austria.[5]